# Los Lotes
Los Lotes es una localidad y pedanía española perteneciente al municipio de Freila, en la provincia de Granada. Está situada en la parte occidental de la comarca de Baza. Cerca de esta localidad se encuentran los núcleos de Los Balcones, Baúl, Bácor, Olivar y Freila capital.

## Demografía
Según el Instituto Nacional de Estadística de España, en el año 2024 Los Lotes contaba con 23 habitantes censados, lo que representa el 2,43% de la población total del municipio.

### Evolución de la población
| Gráfica de evolución demográfica de Los Lotes entre 2014 y 2024 |
|                                                                 |
| Datos según el nomenclátor publicado por el INE.                |

## Comunicaciones

### Carreteras
La principal vía de comunicación que transcurre cerca de esta localidad es:
| Identificador | Denominación     | Itinerario                  |
| ------------- | ---------------- | --------------------------- |
| GR-7100       | De A-92N a A-315 | Baúl - Poblado del Negratín |

Algunas distancias entre Los Lotes y otras ciudades:
| Ciudades | Distancia (km) |
| -------- | -------------- |
| Freila   | 12             |
| Baza     | 23             |
| Granada  | 96             |
| Almería  | 137            |
| Jaén     | 141            |
| Murcia   | 204            |